# Конвенция на ООН по морско право
Конвенцията на ООН по морско право (позната и под съкращението UNCLOS) е международен договор, страна по който е и България, уреждащ правната рамка на повечето въпроси, свързани с моретата, океаните и тяхното използване. Към август 2024 договорът е подписан от 170 държави, включително няколко организации като Европейския съюз.
Конвенцията е финалният документ на Третата конференция на ООН по морско право (UNCLOS III), която е имала 11 сесии и е продължила от 1973 до 1982 г.
Последното заседание на Единадесетата сесия и подписването на Конвенцията са се състояли в Монтего Бей, Ямайка от 6 до 10 декември 1982 г.
Конвенцията влиза в сила през 1994 г., след като 60-ата страна – Гвиана – я ратифицира.

## Предистория
Първата конференция на ООН по въпросите на морското право се провежда в Женева, Швейцария през 1958. Тогава са подписани 4 конвенции, познати у нас като Женевските конвенции по морско право. Тези конвенции обаче не уреждат наболелия въпрос за ширината на териториалното море. 
През 1960 г. пак в Женева се провежда втора конференция (UNCLOS II). На нея няма постигнат напредък и не е подписан заключителен документ.
Третата конференция по морско право (изработила настоящата Конвенция) започва работа в Ню Йорк през 1973 г. С цел да се постигне някакъв резултат се залага принципа на консенсус, а не просто мажоритарно гласуване. Провеждат се общо 11 сесии, които заседават или в Ню Йрк, или в Женева с едно изключение – втората сесия е проведена в Каракас, Венецуела (1974). Заключителната сесия е проведена в Монтего Бей, Ямайка.

## Последващи международни договори

### Споразумение от 28 юли 1994 година по отношение прилагането на част XI от Конвенцията
Част XI от Конвенцията отнасяща се до ресурсите на океанското дъно в открито море не се приема добре от развитите индустриализирани държави и по-специално от САЩ. Последните отказват да подпишат Конвенцията, твърдейки, че именно част XI обслужва интересите на комунистическите държави и нарушава американските интереси.
През 1990 г. започват преговори между страните по Конвенцията и останалите държави под егидата на ООН. Преговорите завършват през юли 1994 г. с изработването на Споразумение по отношение прилагането на част XI, което е прието на Генералната Асамблея на ООН (Резолюция 48/263).
Това споразумение променя някои текстове във въпросната част на Конвенцията, по специално премахва ограниченията при добива на полезни изкопаеми, както и задължителното споделяне на технологии. Повечето развити държави впоследствие ратифицират Конвенцията (и Споразумението съответно). САЩ подписват Споразумението, но така и не го ратифицират до днешна дата (2024). Въпреки това текстовете на Конвенцията с изключение на част XI се прилагат от САЩ. ЕС приема Конвенцията и Споразумението на 23 март 1998 година.

### Споразумение отнасящо се до съхранението и управлението на рибните видове
Пълното название на документа е: „Споразумение за прилагане на разпоредбите на Конвенцията на Организацията на обединените нации по морско право от 10 декември 1982 година, отнасящи се до съхранението и управлението на рибните видове, чието движение се извършва както във вътрешността, така и извън изключителните икономически зони, и на трансгранично и далекомигриращи рибни видове“.
По-известно е с неговата абревиатура UNFSA от англ.: United Nations Fish Stocks Agreement. Прието е с резолюция A/CONF.164/38 на Генералната Асамблея на ООН на 4 декември 1995 г. България е страна участвала в Конференцията изработила този документ. Споразумението е в сила от 11 декември 2001 г. България се присъединява формално към него на 13 декември 2006 г.

## В българското правно пространство
Конвенцията е ратифицирана със закон, приет от 37-ото НС на 24.04.1996 г. – ДВ, бр. 38 от 3.05.1996 г. Издадена от Министерството на външните работи, обн., ДВ, бр. 73 от 27.08.1996 г. и бр. 74 от 30.08.1996 г., в сила за България от 14.06.1996 г.

## Външни връзки
- Текст на Конвенцията на български